# 오시오에역
오시오에역(일본어: 小塩江駅)은 일본 후쿠시마현 스카가와시에 위치한 동일본 여객철도 스이군선의 철도역이다. 단선 승강장 1면 1선의 구조를 갖춘 지상역이다.

## 이용 현황
| 승차 인원 추이 | 승차 인원 추이 |
| 연도           | 1일 평균       |
| -------------- | -------------- |
| 2000           | 30             |
| 2001           | 33             |
| 2002           | 33             |
| 2003           | 33             |
| 2004           | 38             |

## 역 주변
- 스카가와 시청 오시오에 출장소
- 우즈 봉

## 역사
- 1952년 5월 1일 : 개업.
- 1970년 10월 1일 : 무인화. 개인 상점에서 승차권 발매를 위탁했던 간이위탁역이 됨.
- 1987년 4월 1일 : 일본국유철도 분할 민영화에 의해, 동일본 여객철도가 승계.
- 1995년 : 간이위탁 해제, 무인화.

## 인접 역
| 스이군선             | 스이군선   | 스이군선               |
| -------------------- | ---------- | ---------------------- |
| 가와히가시 미토 방면 | ■ 스이군선 | 야타가와 고리야마 방면 |